# Thord Strömberg
Thord Gustaf Strömberg, född 15 april 1943 i Vaikijaur i Jokkmokks socken, död 13 september 2020 i Örebro Olaus Petri distrikt, var en svensk docent i historia vid Örebro universitet.

## Biografi
Efter examen från lärarseminariet i Luleå anställdes han som folkskollärare på Almby skola i Örebro. Arbetet varvades med akademiska studier och 1984 disputerade han i historia vid Uppsala universitet på en avhandling om efterkrigstidens mark- och bostadspolitik i Örebro, Norrköping och Karlstad.
Strömberg anställdes som universitetslektor vid högskolan i Örebro 1985 (som 1999 blev universitet) och pensionerades 2008. Han mottog högskolans pedagogiska pris 1993, var huvudhandledare för fem doktorander och tjänstgjorde i tre omgångar som prefekt vid institutionen. När högskolan 1997 ansökte om universitetsstatus fick han uppdraget att författa ansökan. 

## Forskning
Efter disputationen arbetade Strömberg i första hand med att utveckla och bredda sin doktorsavhandlings tema, mark- och bostadspolitik. Av många publiceringar inom detta område är antagligen bidraget i boken Socialdemokratins samhälle det mest spridda och citerade. Boken är utgiven på såväl svenska som amerikanska och ryska förlag. 
Strömberg var också en av initiativtagarna till forskargruppen Centrum för urbana och regionala studier. Där utvecklades en mångvetenskaplig forskningsprofil med god extern finansiering och ett väl utvecklat internationellt samarbete. Till forskargruppen knöts i två omgångar en forskarskola med ett tjugotal doktorander i skilda ämnen.
I boken Makt och medborgare: Örebro under 1900-talet, som blev universitetets bidrag till stadens 750-årsjubileum, sammanfattade Strömberg den stora mängd ny kunskap som blivit resultatet av den egna och andras mångåriga lokalhistoriskt inriktade forskning.
Hans populärvetenskapliga verksamheten administrerades i handelsbolaget "Historisk Text", som Thord Strömberg drev tillsammans med livskamraten Gunnela Björk. Han är gravsatt på Olaus Petri kyrkogård i Örebro.